# Czarny Dział (przełęcz)
Czarny Dział (ok. 800 m) – przełęcz w Beskidzie Małym, pomiędzy szczytami Gibasów Wierch (Wielki Gibasów Groń), 898 m) i Góra Pietraszowa (814 m). Znajduje się w bocznym, opadającym na południe do przełęczy Przydawki grzbiecie Gibasowego Wierchu. Grzbietem tym biegnie dział wodny między Sołą i Skawą. Zachodnie stoki przełęczy Przydawki opadają do doliny potoku Młyńszczanka (zlewnia Soły), wschodnie do doliny Krzywego Potoku (zlewnia Skawy).
Na mapie Compassu przełęcz ma nazwę Przystopek i prowadzi przez nią szlak turystyczny. Nazwa Przystopek jest myląca, w przewodniku „Beskid Mały” nazwę tę nosi przełęcz między Gibasów Wierchem a Madohorą, czyli Przełęcz pod Madohorą, według Aleksego Siemionowa Przystopek to południowo-wschodni grzbiet Madohory i nazwa dawniej na nim się znajdującej dużej polany.
Przez przełęcz biegnie granica między wsiami Ślemień (stok zachodni) i Las (stok wschodni) oraz szlak turystyczny.
Szlak turystyczny
 Przełęcz Przydawki – Polana Zokowa – Gołasie – Czarny Dział – Przełęcz pod Madohorą – rozstaje Anuli – skrzyżowanie pod Smrekowicą – Smrekowica – Na Beskidzie – Góra Potrójna – przełęcz Beskidek – schronisko PTTK Leskowiec. Czas przejścia 3:30 h, 3 h.